# Paya Deumam Dua
Paya Deumam Dua is een bestuurslaag in het regentschap Aceh Timur van de provincie Atjeh, Indonesië. Paya Deumam Dua telt 644 inwoners (volkstelling 2010).